# Naissance en 993
Naissance
- 989
- 990
- 991
- 992
- 993
- 994
- 995
- 996
- 997

Cette page dresse une liste de personnalités nées au cours de l'année 993  :
- Samuel ibn Nagrela, rabbin andalou et homme d'Etat juif dans le cadre d'une principauté musulmane (Mérida).
- Majd ad-Dawla Rustam, Bouyides de Ray.
- Ottone Orseolo, 27e doge de Venise.

## Crédit d'auteurs
- Cet article est partiellement ou en totalité issu de l'article intitulé « 993 » (voir la liste des auteurs).